# Andrea Dovizioso
Andrea Dovizioso   (Forlimpopoli, 23 de març de 1986) és un antic pilot de motociclisme italià que va guanyar el campionat del món de 125cc el 2004. Més tard va ser dues vegades subcampió de 250cc darrere de Jorge Lorenzo (2006-2007) i, un cop passat a la categoria de MotoGP, va esdevenir un dels màxims rivals de Marc Márquez i va quedar subcampió del món darrere seu durant tres temporades consecutives amb l'equip Ducati (2017-2019).
Amb un total de 15 victòries i 62 podis a MotoGP al llarg de la seva carrera i havent acabat entre els cinc primers en deu de les seves quinze temporades a MotoGP, Dovizioso ha estat considerat un dels millors pilots entre els que no n'han guanyat mai el Campionat del Món. És l'únic pilot de la història que ha guanyat curses de MotoGP en tres dècades diferents: 2000, 2010 i 2020. A causa del seu estil de pilotatge calculador, se'l coneix com a 'the Professor'.
Durant la temporada del 2022, mentre corria amb l'equip WithU Yamaha RNF, Dovizioso va anunciar la seva retirada per al setembre, un cop disputada la ronda de Misano. El 2023 va ser incorporat al Saló de la Fama de MotoGP.

## Carrera en el motociclisme

### Primers anys
Fill d'Antonio Dovizioso, un pilot de motociclisme sicilià, Andrea va guanyar el campionat italià "Aprilia Challenge" de 125 cc l'any 2000. El 2001 va guanyar el Campionat d'Europa de la mateixa cilindrada i va disputar la seva primera cursa del Campionat del Món a Mugello, en què es va retirar. Durant aquell any va treballar amb Guido Mancini, un antic pilot i mecànic que, uns anys abans, havia treballat amb Valentino Rossi i Loris Capirossi. El 2016 es va estrenar un documental dirigit per Jeffrey Zani sobre la carrera de Mancini en què s'explica la història d'aquella temporada del 2001.

### 125cc
El 2002, Dovizioso va competir al Campionat del Món de 125cc amb el Team Scot Honda i va quedar setzè a la classificació final. Va continuar amb aquest equip el 2003 i va acabar cinquè a la classificació final, aconseguint quatre podis. La temporada 2004 va obtenir cinc victòries i sis podis més que li van permetre guanyar el campionat.

### 250cc
El 2005 Dovizioso va passar a la categoria de 250cc, continuant amb el Team Scot Honda. Al llarg de la temporada va obtenir cinc podis i va acabar tercer a la classificació general. També va guanyar el premi Rookie of the Year. El 2006 va romandre amb l'equip, ara rebatejat com a Humangest Racing. Va guanyar dues curses (Montmeló i Estoril) i va pujar al podi en onze ocasions. Va lluitar pel campionat fins a la darrera cursa de la temporada, però es va haver de conformar amb el segon lloc darrere de Jorge Lorenzo. La temporada del 2007 va guanyar dues curses (Istanbul i Donington Park) i va optar una vegada més al títol, però va acabar de nou subcampió darrere de Lorenzo.

### MotoGP

#### Scot Racing Team (2008)

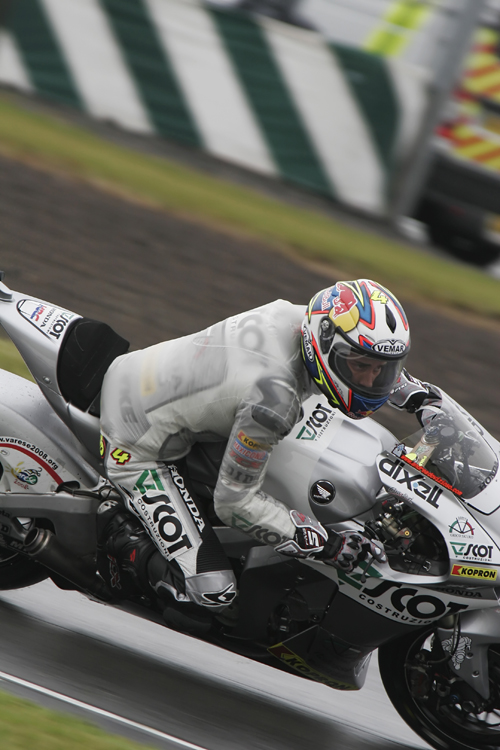
Al GP de Gran Bretanya del 2008

El 15 de setembre de 2007, Dovizioso va anunciar que passaria a competir a la categoria de MotoGP amb el seu equip a partir del 2008. En el seu debut en la categoria reina, al Gran Premi de Qatar, va aconseguir un quart lloc després d'avançar a Valentino Rossi a la darrera volta. Durant tota la temporada va ser un dels pilots d'Honda més regulars i va acabar el mundial en la cinquena posició final.

#### Repsol Honda Team (2009-2011)

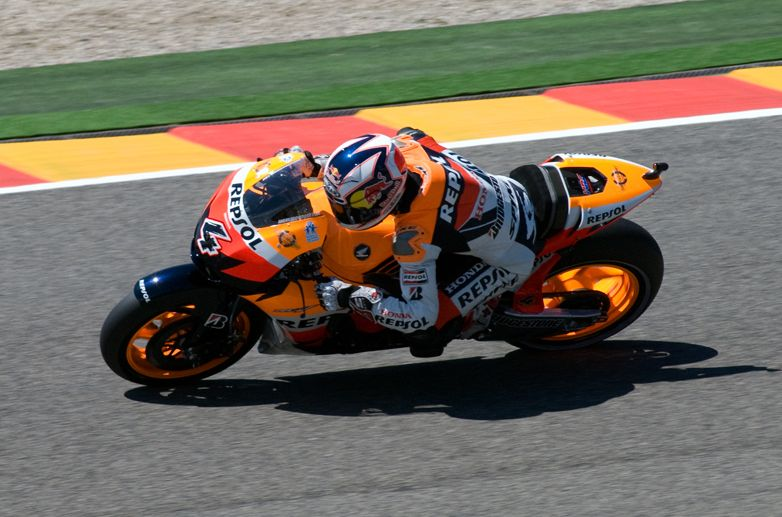
Dovizioso al Gran Premi d'Itàlia de 2009

De cara a la temporada del 2009, Dovizioso va esdevenir pilot oficial de l'equip Repsol Honda en substitució de Nicky Hayden i com a company de Dani Pedrosa. Al juliol va guanyar la seva primera cursa de MotoGP, el Gran Premi de Gran Bretanya, celebrat amb pista humida a Donington Park. Malgrat els seus resultats consistents, va baixar una posició a la classificació final del mundial i va acabar-hi sisè.

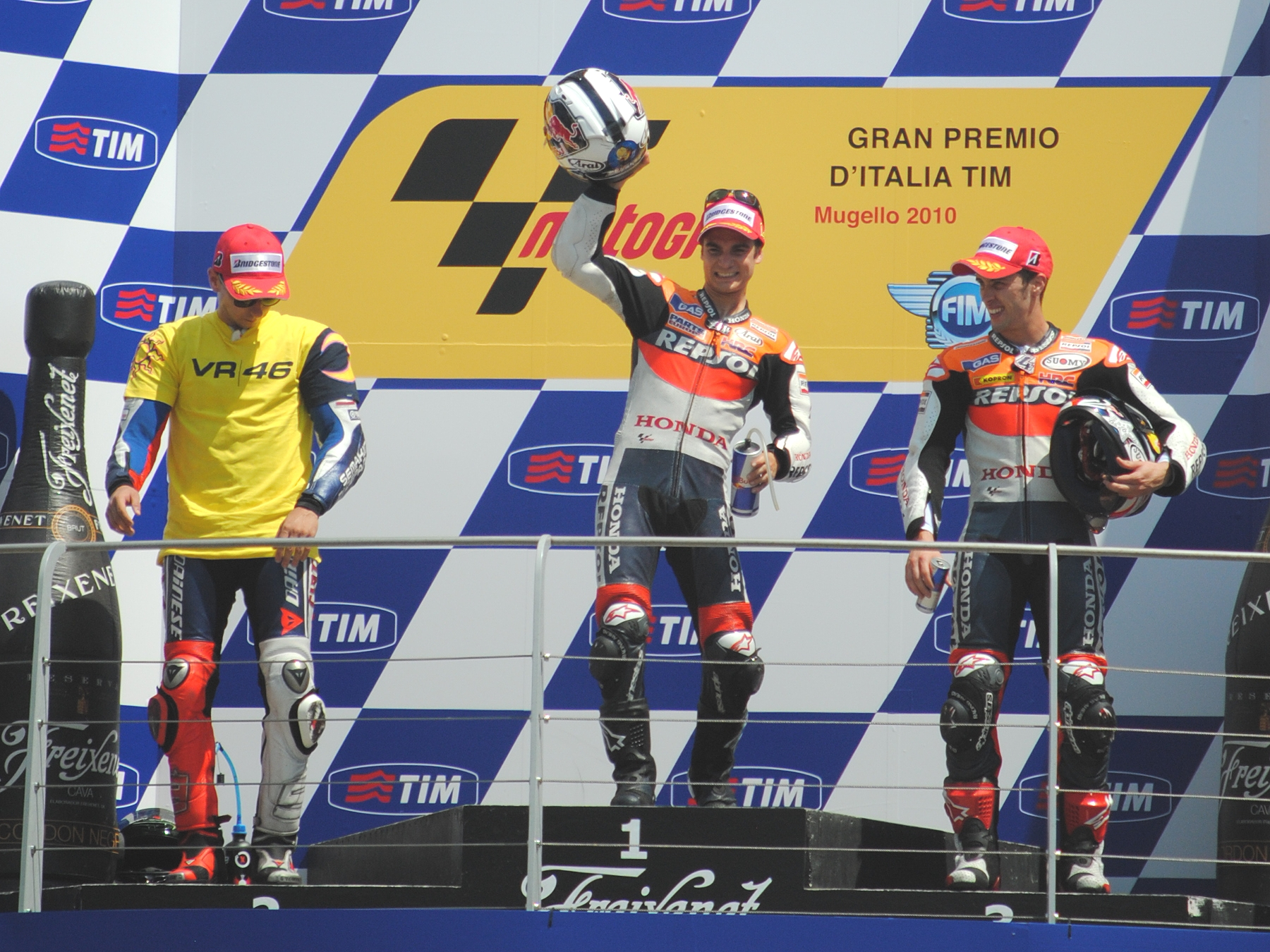
Dovizioso (dreta), Jorge Lorenzo (esquerra) i el guanyador Dani Pedrosa al podi del GP d'Itàlia de 2010

Dovizioso va començar amb força la seva segona temporada amb l'equip Repsol Honda el 2010, pujant al podi a la cursa inaugural de Qatar. Després de diversos podis i d'aconseguir la seva primera pole position a MotoGP al Gran Premi del Japó, on acabà segon, va acabar cinquè a la classificació final del campionat.

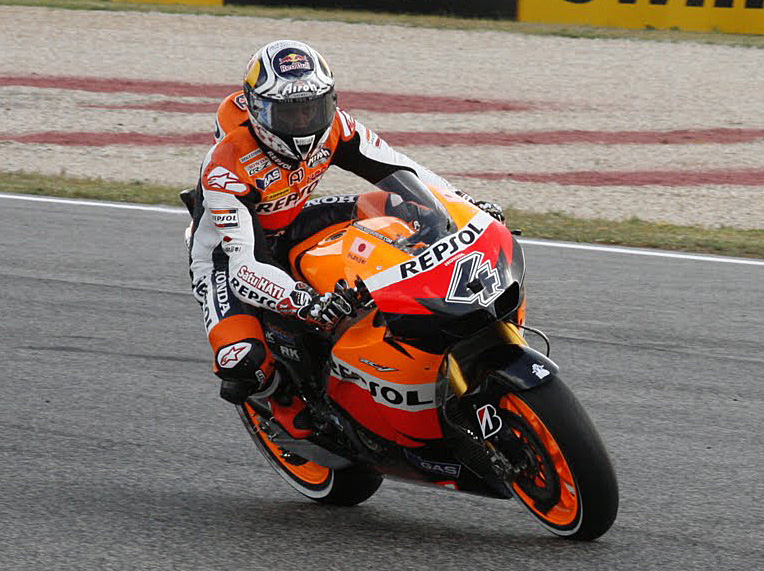
Dovizioso al Gran Premi de Portugal de 2011

El 2011 va romandre amb Repsol Honda per tercera temporada consecutiva, ara amb dos companys d'equip: Casey Stoner i Dani Pedrosa. Després d'una reeixida temporada, en què obtingué diversos podis, va acabar tercer a la classificació final, darrere de Jorge Lorenzo i Casey Stoner. Tot i així, Dovizioso va decidir de passar a l'equip Tech3 Yamaha per a la temporada del 2012, on hauria de córrer amb Cal Crutchlow de company amb un contracte d'un any. Va fer aquest pas després de rebutjar l'oferta d'una Honda satèl·lit en tornar Repsol Honda a disposar només de dues motos (una per a Stoner i l'altra per a Pedrosa) per a aquella temporada.

#### Monster Yamaha Tech3 (2012)
El 2012, amb la Yamaha, Dovizioso va obtenir diversos podis i va acabar el mundial en quarta posició, per davant del seu company d'equip Crutchlow.
Aquell any, a més, formant parella amb Mauno Hermunen va guanyar la Supermoto-Race al SIC Supermoto Day, una cursa celebrada en honor del seu compatriota Marco Simoncelli, que s'havia mort en un accident al Gran Premi de Malàisia el 2011.

#### Ducati (2013-2020)

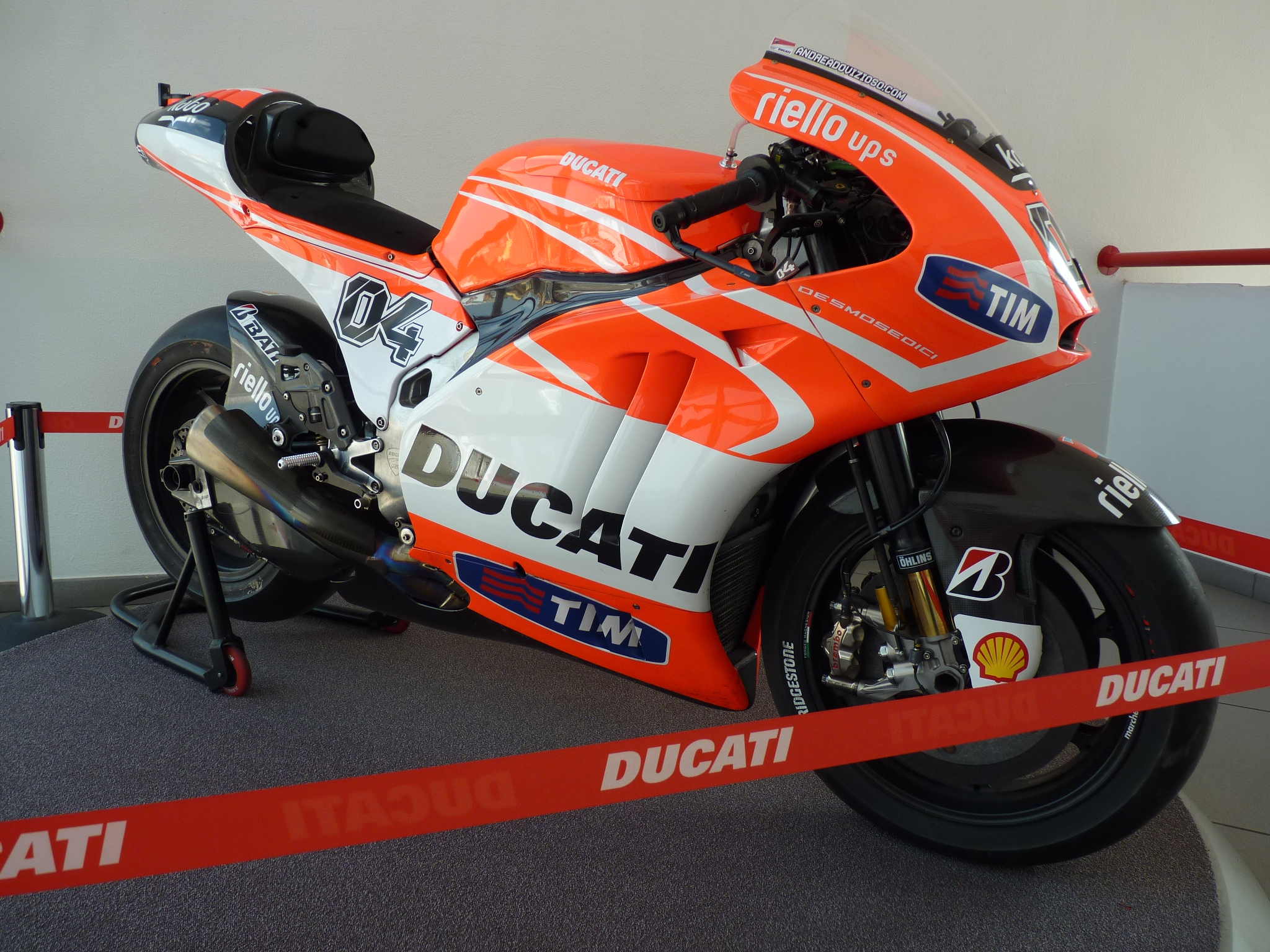
La Ducati Desmosedici que pilotà la temporada del 2013

Després de la tornada de Valentino Rossi a l'equip de fàbrica de Yamaha, Dovizioso va fitxar per Ducati per a substituir el campió. Amb una Ducati Desmosedici de baix rendiment, Dovizioso va tenir una temporada difícil el 2013 i va acabar la temporada vuitè, per darrere de Stefan Bradl i just per davant del seu company d'equip Nicky Hayden.
De cara al 2014, el seu antic company de Tech3 Cal Crutchlow va fitxar també per Ducati, l'equip del qual reunia així els dos pilots que havien corregut amb Tech3 el 2012. Aquella temporada, Dovizioso va aconseguir la seva primera pole position amb Ducati al Japó (la seva primera pole position des del 2010). Va acabar la temporada cinquè.

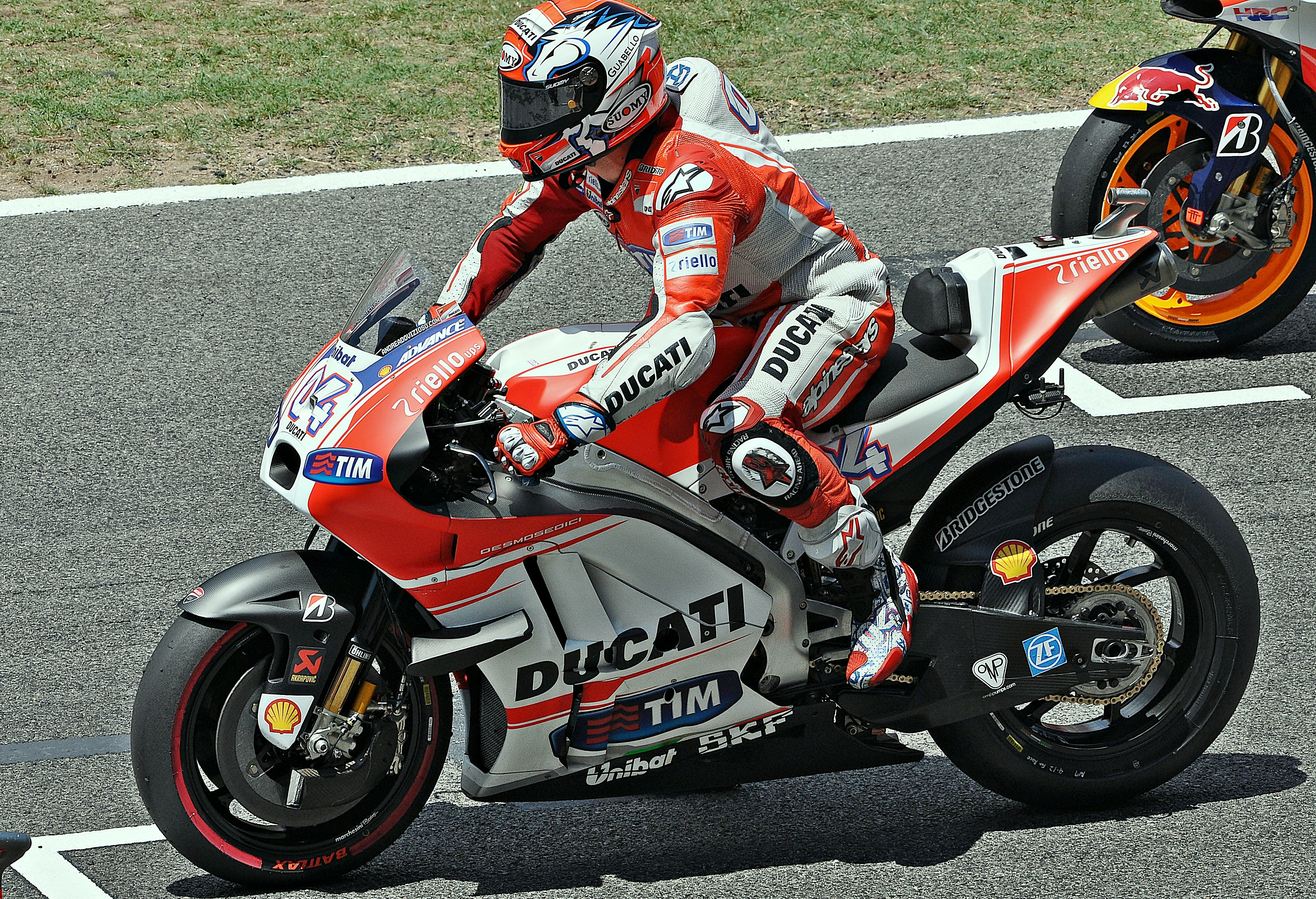
Dovizioso al Gran Premi de Catalunya del 2015

El 2015 va romandre a Ducati per tercera temporada consecutiva, ara amb un nou company provinent del Pramac Racing, Andrea Iannone. Dovizioso va protagonitzar una temporada amb força contrastos, alternant podis amb problemes mecànics i accidents i finalment va acabar setè al campionat.

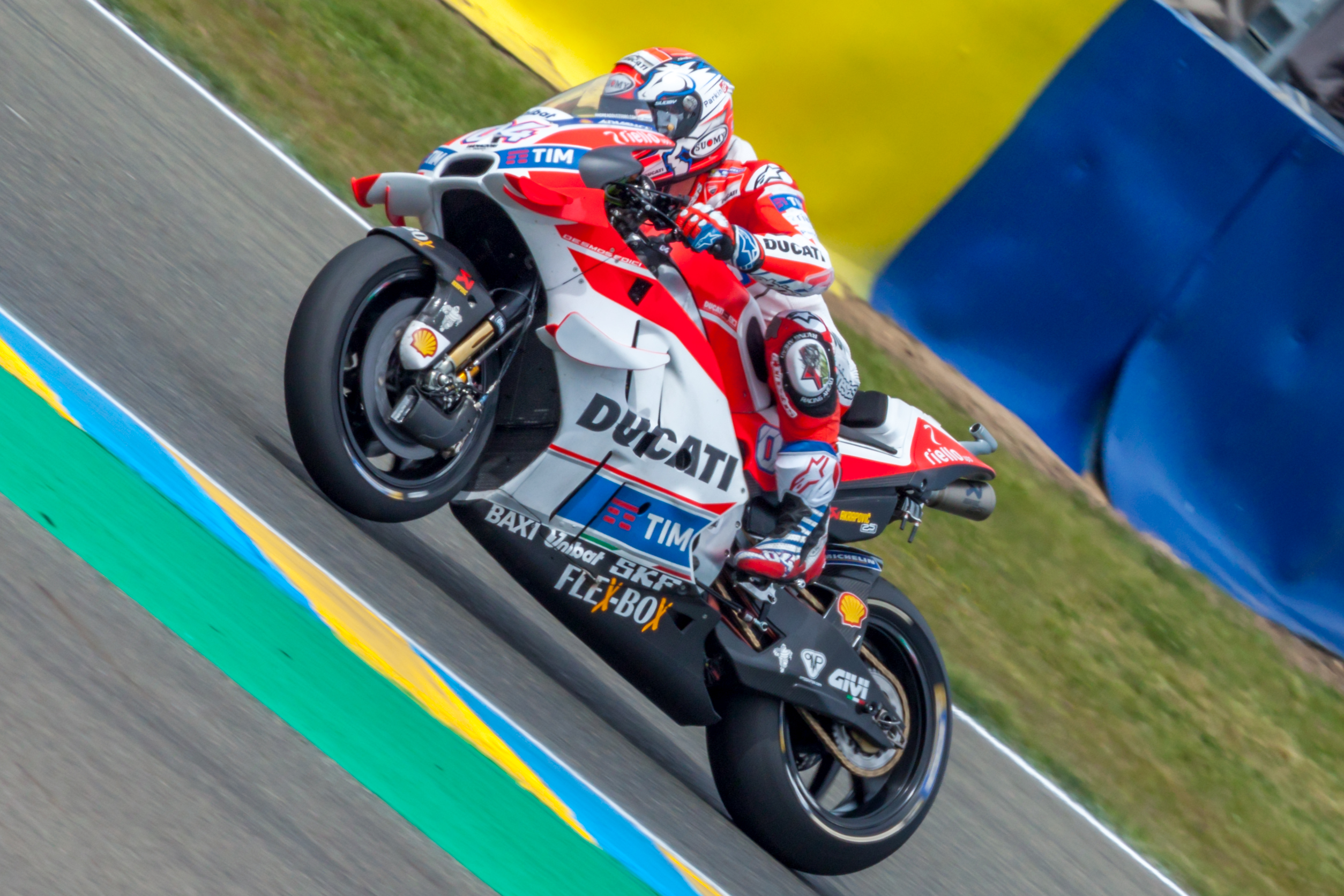
Dovizioso a Le Mans el 2016

El 2016 va tornar a començar la temporada amb força a Qatar, on fou segon, però després va encadenar alguns mals resultats. En aquesta època es va anunciar que Jorge Lorenzo entraria a Ducati el 2017. Unes setmanes més tard Ducati va anunciar que Dovizioso es quedaria a l'equip com a company de Lorenzo, mentre que Iannone va signar un contracte amb Suzuki. Dovizioso va acabar la temporada del 2016 amb força i va poder aconseguir la seva segona victòria a MotoGP al Gran Premi de Malàisia, per davant de Valentino Rossi i Jorge Lorenzo (la seva primera victòria en set anys). Va acabar la temporada cinquè al campionat.
El 2017, un cop més, Dovizioso va començar la temporada acabant segon a Qatar, aquesta vegada davant el nou pilot de fàbrica de Yamaha Maverick Viñales. Més tard, al Gran Premi d'Itàlia, va controlar el ritme de la cursa sense deixar escapar Viñales i finalment el va superar i se'n va distanciar fins que va guanyar la cursa, esdevenint així el primer italià a guanyar el Gran Premi d'Itàlia amb una Ducati. També va ser la seva primera victòria en cursa seca a MotoGP. Una setmana després, a Catalunya, va tornar a guanyar de manera sorprenent, després d'haver començat setè, per davant de Marc Márquez, Dani Pedrosa i el seu company d'equip Jorge Lorenzo. Les dues victòries consecutives de Dovizioso el van situar a només set punts de Viñales al capdavant de la classificació.
Després que Viñales caigués a Assen, Dovizioso va ocupar el lideratge del campionat. malgrat tot, una sèrie de resultats mediocres el van fer baixar al tercer lloc de la classificació. Va tornar a obtenir dues victòries consecutives a Àustria i Gran Bretanya, recuperant el lideratge quan Márquez es va retirar a causa d'una avaria de motor. Al Gran Premi de San Marino va acabar tercer i una setena posició a l'Aragó li va fer perdre el lideratge en favor de Marc Márquez una vegada més. Al Japó, però, va aconseguir la seva cinquena victòria de la temporada després d'avançar a Márquez a l'última volta, reduint la diferència a onze punts. A l'última ronda, a Xest, va caure quan anava quart a manca de 5 voltes. Va acabar la temporada com a subcampió darrere de Marc Márquez, amb un total de sis victòries.

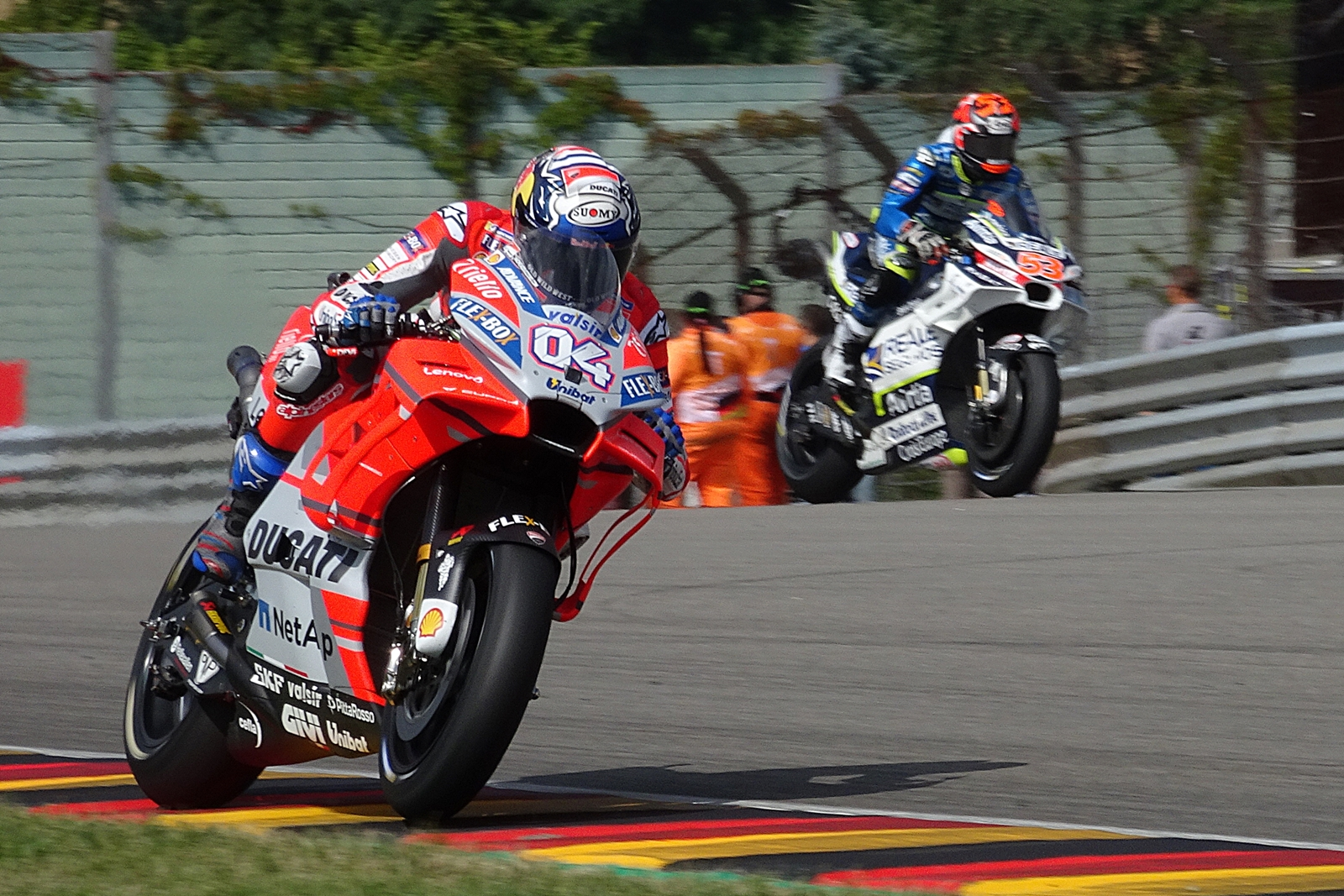
Dovizioso a Sachsenring el 2018

El 2018, Dovizioso es va endur la victòria en l'inici de la temporada a Qatar, superant Marc Márquez a la línia d'arribada. En total, va guanyar quatre curses i va obtenir un total de nou podis, però finalment va tornar a acabar el campionat com a subcampió darrere de Márquez.
El 2019 va guanyar a Qatar per segon any consecutiu i a Àustria amb un darrer avançament en un revolt a Marc Márquez. Al Gran Premi de Gran Bretanya hi va tenir una topada que el va fer sortir disparat cap enlaire i caure de cap a terra amb força. L'accident li va provocar pèrdua temporal de memòria, de la qual es va recuperar més tard completament. Durant la temporada va aconseguir nou podis i va acabar el campionat en segon lloc darrere de Márquez per tercera temporada consecutiva.

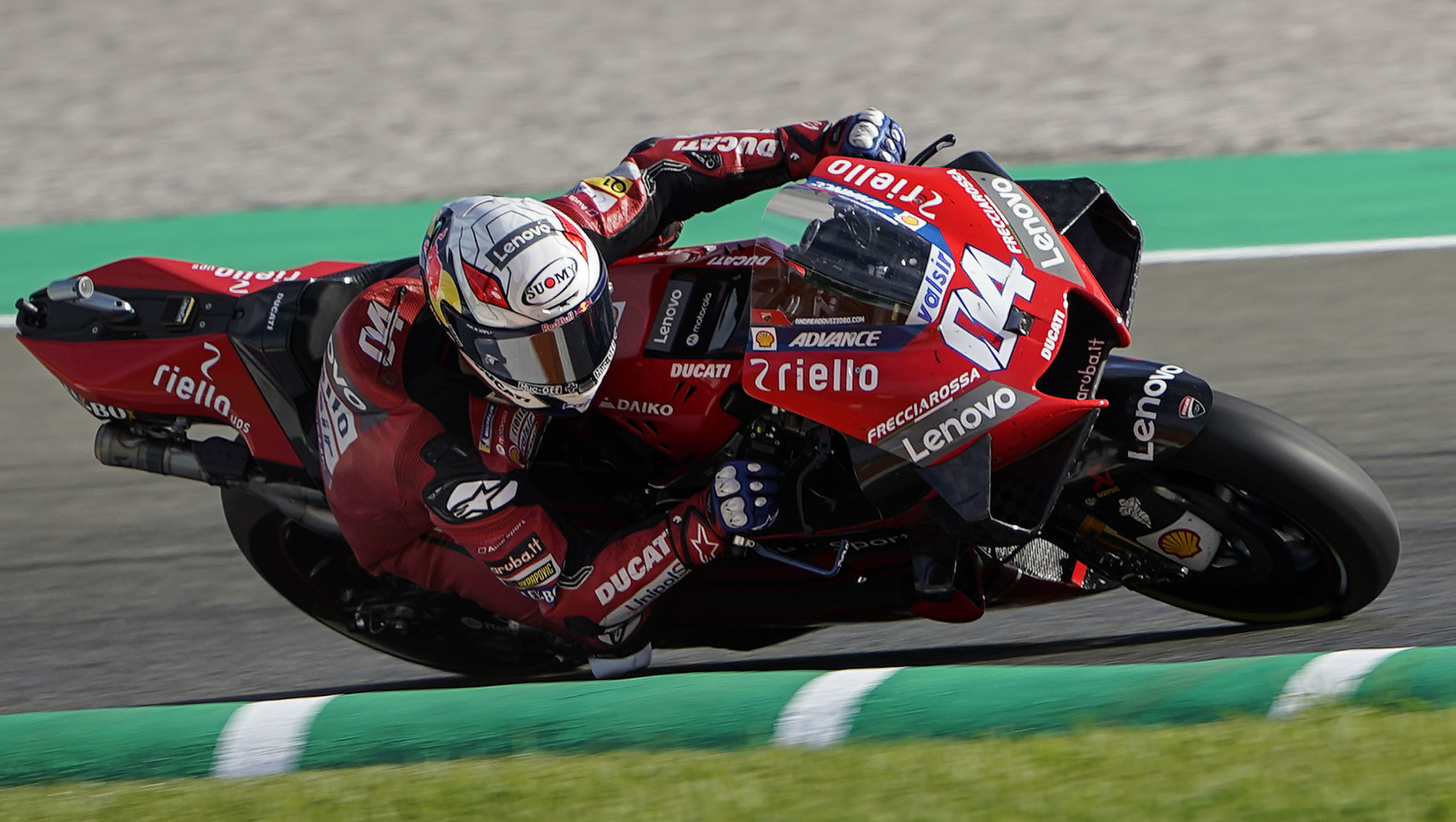
Al GP d'Europa de Xest el 2020

El 2020 va continuar amb Ducati, però el deteriorament de la relació laboral entre ell i l'equip, especialment amb el director, Gigi Dall'Igna, i la manca de compromís de la marca de cara a la renovació del contracte, van fer que abans de la classificació per al Gran Premi d'Àustria anunciés per sorpresa que deixaria Ducati en acabar la temporada. L'endemà va guanyar la cursa, en la que seria la seva catorzena i darrera victòria amb el fabricant italià. Va acabar la temporada al quart lloc de la general, com al millor pilot de Ducati per cinquena temporada consecutiva.
A finals del 2020, sense cap perspectiva immediata, Dovizioso va optar per prendre's un any sabàtic el 2021, amb la mirada posada en tornar a les competicions el 2022. A principis del 2021 va ser anunciat com a pilot de proves de l'Aprilia Racing Team Gresini, amb l'esperança d'aconseguir un potencial lloc a l'equip de curses del fabricant per a la temporada següent. Finalment, però, el lloc va ser per a Maverick Viñales, que va entrar a Aprilia a principis de setembre de 2021 i va tancar així la porta al fitxatge de Dovizioso amb el fabricant italià.

#### Petronas Yamaha SRT (2021)
El cap de setmana del Gran Premi de Gran Bretanya del 2021 es va anunciar que Dovizioso havia entrat a l'equip Petronas Yamaha, on tingué Valentino Rossi com a company, en substitució de Franco Morbidelli, que passà a l'equip de fàbrica de Yamaha.

#### WithU Yamaha RNF MotoGP (2022)
De cara al 2022, Dovizioso va tornar a l'equip satèl·lit WithU Yamaha RNF MotoGP, ara amb Darryn Binder de company. Després de retirar-se de les competicions de MotoGP en acabar-se el Gran Premi de San Marino, l'italià va ser substituït a l'equip per Cal Crutchlow.

## Carrera en l'automobilisme
Andrea Dovizioso va debutar a les curses d'automobilisme tot participant a la ronda del Circuit Ricardo Tormo del Lamborghini Super Trofeo 2016 amb un Lamborghini Huracán. Va acabar quart en la primera cursa de la classe Pro-Am i en va guanyar la segona.
El maig de 2019 es va anunciar que Dovizioso participaria en la ronda de Misano del campionat DTM del 2019 conduint un Audi RS5 Turbo DTM per al W Racing Team (WRT). Va córrer com a pilot substitut de Pietro Fittipaldi, que havia estat cedit breument a l'equip Rosberg del WRT a causa de l'absència de Jamie Green, que es recuperava d'una apendicitis. Dovizioso es va classificar quinzè per a la primera cursa i va acabar-hi dotzè, mentre que a la segona va ser quinzè.

## Resultats al Mundial de motociclisme

### Per temporada
| Temporada | Categoria | Moto                    | Equip                       | Curses | Victòries | Podis | Poles | FLaps | Pts  | Posició | Títols |
| --------- | --------- | ----------------------- | --------------------------- | ------ | --------- | ----- | ----- | ----- | ---- | ------- | ------ |
| 2001      | 125cc     | Aprilia RS125R          | RCGM Rubicone Corse         | 1      | 0         | 0     | 0     | 0     | 0    | NC      | –      |
| 2002      | 125cc     | Honda RS125R            | Scot Racing Team            | 16     | 0         | 0     | 0     | 0     | 42   | 16è     | –      |
| 2003      | 125cc     | Honda RS125R            | Team Scot                   | 16     | 0         | 4     | 1     | 0     | 157  | 5è      | –      |
| 2004      | 125cc     | Honda RS125R            | Kopron Team Scot            | 16     | 5         | 11    | 8     | 3     | 293  | 1r      | 1      |
| 2005      | 250cc     | Honda RS250RW           | Team Scot                   | 16     | 0         | 5     | 0     | 1     | 189  | 3r      | –      |
| 2006      | 250cc     | Honda RS250RW           | Humangest Racing Team       | 16     | 2         | 11    | 2     | 4     | 272  | 2n      | –      |
| 2007      | 250cc     | Honda RS250RW           | Kopron Team Scot            | 17     | 2         | 10    | 2     | 3     | 260  | 2n      | –      |
| 2008      | MotoGP    | Honda RC212V            | JiR Team Scot MotoGP        | 18     | 0         | 1     | 0     | 0     | 174  | 5è      | –      |
| 2009      | MotoGP    | Honda RC212V            | Repsol Honda Team           | 17     | 1         | 1     | 0     | 0     | 160  | 6è      | –      |
| 2010      | MotoGP    | Honda RC212V            | Repsol Honda Team           | 18     | 0         | 7     | 1     | 1     | 206  | 5è      | –      |
| 2011      | MotoGP    | Honda RC212V            | Repsol Honda Team           | 17     | 0         | 7     | 0     | 1     | 228  | 3r      | –      |
| 2012      | MotoGP    | Yamaha YZR-M1           | Monster Yamaha Tech 3       | 18     | 0         | 6     | 0     | 0     | 218  | 4t      | –      |
| 2013      | MotoGP    | Ducati Desmosedici GP13 | Ducati Team                 | 18     | 0         | 0     | 0     | 0     | 140  | 8è      | –      |
| 2014      | MotoGP    | Ducati Desmosedici GP14 | Ducati Team                 | 18     | 0         | 2     | 1     | 0     | 187  | 5è      | –      |
| 2015      | MotoGP    | Ducati Desmosedici GP15 | Ducati Team                 | 18     | 0         | 5     | 1     | 0     | 162  | 7è      | –      |
| 2016      | MotoGP    | Ducati Desmosedici GP16 | Ducati Team                 | 18     | 1         | 5     | 2     | 1     | 171  | 5è      | –      |
| 2017      | MotoGP    | Ducati Desmosedici GP17 | Ducati Team                 | 18     | 6         | 8     | 0     | 2     | 261  | 2n      | –      |
| 2018      | MotoGP    | Ducati Desmosedici GP18 | Ducati Team                 | 18     | 4         | 9     | 2     | 5     | 245  | 2n      | –      |
| 2019      | MotoGP    | Ducati Desmosedici GP19 | Ducati Team                 | 19     | 2         | 9     | 0     | 1     | 269  | 2n      | –      |
| 2020      | MotoGP    | Ducati Desmosedici GP20 | Ducati Team                 | 14     | 1         | 2     | 0     | 0     | 135  | 4t      | –      |
| 2021      | MotoGP    | Yamaha YZR-M1           | Petronas Yamaha SRT         | 5      | 0         | 0     | 0     | 0     | 12   | 24è     | –      |
| 2022      | MotoGP    | Yamaha YZR-M1           | WièU Yamaha RNF MotoGP Team | 14     | 0         | 0     | 0     | 0     | 15   | 21è     | –      |
| Total     | Total     | Total                   | Total                       | 346    | 24        | 103   | 20    | 22    | 3796 |         | 1      |

### Per categoria
| Categoria | Temporada | 1a Cursa     | 1r Podi         | 1a Victòria        | Curses | Victòries | Podis | Poles | FLaps | Pts  | Títols |
| --------- | --------- | ------------ | --------------- | ------------------ | ------ | --------- | ----- | ----- | ----- | ---- | ------ |
| 125cc     | 2001–2004 | 2001 Itàlia  | 2003 Sud-àfrica | 2004 Sud-àfrica    | 49     | 5         | 15    | 9     | 3     | 492  | 1      |
| 250cc     | 2005–2007 | 2005 Espanya | 2005 Portugal   | 2006 Catalunya     | 49     | 4         | 26    | 4     | 8     | 721  | 0      |
| MotoGP    | 2008–2022 | 2008 Qatar   | 2008 Malàisia   | 2009 Gran Bretanya | 248    | 15        | 62    | 7     | 11    | 2583 | 0      |
| Total     | 2001–2022 | 2001–2022    | 2001–2022       | 2001–2022          | 346    | 24        | 103   | 20    | 22    | 3796 | 1      |

### Curses per any
Barem de puntuació de 1993 ençà:
| Posició | 1  | 2  | 3  | 4  | 5  | 6  | 7 | 8 | 9 | 10 | 11 | 12 | 13 | 14 | 15 |
| Punts   | 25 | 20 | 16 | 13 | 11 | 10 | 9 | 8 | 7 | 6  | 5  | 4  | 3  | 2  | 1  |

(Ids. Grans Premis | Llegenda) (Curses en negreta indiquen pole; curses en  itàlica indiquen volta ràpida)
| Any  | Categoria | Moto    | 1       | 2       | 3       | 4       | 5       | 6       | 7       | 8       | 9       | 10      | 11      | 12      | 13      | 14      | 15      | 16      | 17      | 18      | 19    | 20  | Pos | Pts |
| ---- | --------- | ------- | ------- | ------- | ------- | ------- | ------- | ------- | ------- | ------- | ------- | ------- | ------- | ------- | ------- | ------- | ------- | ------- | ------- | ------- | ----- | --- | --- | --- |
| 2001 | 125cc     | Aprilia | JPN     | RSA     | ESP     | FRA     | ITA Ret | CAT     | NED     | GBR     | GER     | CZE     | POR     | VAL     | PAC     | AUS     | MAL     | RIO     |         |         |       |     | NC  | 0   |
| 2002 | 125cc     | Honda   | JPN Ret | RSA 10  | ESP Ret | FRA 9   | ITA 12  | CAT Ret | NED 11  | GBR 9   | GER 13  | CZE 21  | POR Ret | RIO 13  | PAC Ret | MAL 15  | AUS 10  | VAL 17  |         |         |       |     | 16è | 42  |
| 2003 | 125cc     | Honda   | JPN 5   | RSA 2   | ESP 9   | FRA 3   | ITA 4   | CAT Ret | NED 10  | GBR 2   | GER 7   | CZE 6   | POR 8   | RIO 6   | PAC 3   | MAL 13  | AUS Ret | VAL 8   |         |         |       |     | 5è  | 157 |
| 2004 | 125cc     | Honda   | RSA 1   | ESP 4   | FRA 1   | ITA 4   | CAT 2   | NED 4   | RIO 3   | GER 4   | GBR 1   | CZE 2   | POR Ret | JPN 1   | QAT 2   | MAL 2   | AUS 1   | VAL 2   |         |         |       |     | 1r  | 293 |
| 2005 | 250cc     | Honda   | ESP 4   | POR 2   | CHN 2   | FRA 3   | ITA 8   | CAT 3   | NED 7   | GBR 7   | GER 4   | CZE 6   | JPN 6   | MAL Ret | QAT 3   | AUS 5   | TUR 5   | VAL 9   |         |         |       |     | 3r  | 189 |
| 2006 | 250cc     | Honda   | ESP 3   | QAT 2   | TUR 3   | CHN 2   | FRA 2   | ITA 3   | CAT 1   | NED 3   | GBR 6   | GER 4   | CZE 2   | MAL 2   | AUS 4   | JPN 4   | POR 1   | VAL 7   |         |         |       |     | 2n  | 272 |
| 2007 | 250cc     | Honda   | QAT 5   | ESP 3   | TUR 1   | CHN 3   | FRA 2   | ITA 4   | CAT 3   | GBR 1   | NED 4   | GER 5   | CZE 2   | SM Ret  | POR 2   | JPN 2   | AUS 3   | MAL 11  | VAL 4   |         |       |     | 2n  | 260 |
| 2008 | MotoGP    | Honda   | QAT 4   | ESP 8   | POR Ret | CHN 11  | FRA 6   | ITA 8   | CAT 4   | GBR 5   | NED 5   | GER 5   | USA 4   | CZE 9   | SM 8    | INP 5   | JPN 9   | AUS 7   | MAL 3   | VAL 4   |       |     | 5è  | 174 |
| 2009 | MotoGP    | Honda   | QAT 5   | JPN 5   | ESP 8   | FRA 4   | ITA 4   | CAT 4   | NED Ret | USA Ret | GER Ret | GBR 1   | CZE 4   | INP 4   | SM 4    | POR 7   | AUS 6   | MAL Ret | VAL 8   |         |       |     | 6è  | 160 |
| 2010 | MotoGP    | Honda   | QAT 3   | ESP 6   | FRA 3   | ITA 3   | GBR 2   | NED 5   | CAT 14  | GER 5   | USA 4   | CZE Ret | INP 5   | SM 4    | ARA Ret | JPN 2   | MAL 2   | AUS Ret | POR 3   | VAL 5   |       |     | 5è  | 206 |
| 2011 | MotoGP    | Honda   | QAT 4   | ESP 12  | POR 4   | FRA 2   | CAT 4   | GBR 2   | NED 3   | ITA 2   | GER 4   | USA 5   | CZE 2   | INP 5   | SM 5    | ARA Ret | JPN 5   | AUS 3   | MAL C   | VAL 3   |       |     | 3r  | 228 |
| 2012 | MotoGP    | Yamaha  | QAT 5   | ESP 5   | POR 4   | FRA 7   | CAT 3   | GBR 19  | NED 3   | GER 3   | ITA 3   | USA 4   | INP 3   | CZE 4   | SM 4    | ARA 3   | JPN 4   | MAL 13  | AUS 4   | VAL 6   |       |     | 4t  | 218 |
| 2013 | MotoGP    | Ducati  | QAT 7   | AME 7   | ESP 8   | FRA 4   | ITA 5   | CAT 7   | NED 10  | GER 7   | USA 9   | INP 10  | CZE 7   | GBR Ret | SM 8    | ARA 8   | MAL 8   | AUS 9   | JPN 10  | VAL 9   |       |     | 8è  | 140 |
| 2014 | MotoGP    | Ducati  | QAT 5   | AME 3   | ARG 9   | ESP 5   | FRA 8   | ITA 6   | CAT 8   | NED 2   | GER 8   | INP 7   | CZE 6   | GBR 5   | SM 4    | ARA Ret | JPN 5   | AUS 4   | MAL 8   | VAL 4   |       |     | 5è  | 187 |
| 2015 | MotoGP    | Ducati  | QAT 2   | AME 2   | ARG 2   | ESP 9   | FRA 3   | ITA Ret | CAT Ret | NED 12  | GER Ret | INP 9   | CZE 6   | GBR 3   | SM 8    | ARA 5   | JPN 5   | AUS 13  | MAL Ret | VAL 7   |       |     | 7è  | 162 |
| 2016 | MotoGP    | Ducati  | QAT 2   | ARG 13  | AME Ret | ESP Ret | FRA Ret | ITA 5   | CAT 7   | NED Ret | GER 3   | AUT 2   | CZE Ret | GBR 6   | SM 6    | ARA 11  | JPN 2   | AUS 4   | MAL 1   | VAL 7   |       |     | 5è  | 171 |
| 2017 | MotoGP    | Ducati  | QAT 2   | ARG Ret | AME 6   | ESP 5   | FRA 4   | ITA 1   | CAT 1   | NED 5   | GER 8   | CZE 6   | AUT 1   | GBR 1   | SM 3    | ARA 7   | JPN 1   | AUS 13  | MAL 1   | VAL Ret |       |     | 2n  | 261 |
| 2018 | MotoGP    | Ducati  | QAT 1   | ARG 6   | AME 5   | ESP Ret | FRA Ret | ITA 2   | CAT Ret | NED 4   | GER 7   | CZE 1   | AUT 3   | GBR C   | SM 1    | ARA 2   | THA 2   | JPN 18  | AUS 3   | MAL 6   | VAL 1 |     | 2n  | 245 |
| 2019 | MotoGP    | Ducati  | QAT 1   | ARG 3   | AME 4   | ESP 4   | FRA 2   | ITA 3   | CAT Ret | NED 4   | GER 5   | CZE 2   | AUT 1   | GBR Ret | SM 6    | ARA 2   | THA 4   | JPN 3   | AUS 7   | MAL 3   | VAL 4 |     | 2n  | 269 |
| 2020 | MotoGP    | Ducati  | ESP 3   | ANC 6   | CZE 11  | AUT 1   | STY 5   | SM 7    | EMI 8   | CAT Ret | FRA 4   | ARA 7   | TER 13  | EUR 8   | VAL 8   | POR 6   |         |         |         |         |       |     | 4t  | 135 |
| 2021 | MotoGP    | Yamaha  | QAT     | DOH     | POR     | ESP     | FRA     | ITA     | CAT     | GER     | NED     | STY     | AUT     | GBR     | ARA     | SM 21   | AME 13  | EMI 13  | ALR 14  | VAL 12  |       |     | 24è | 12  |
| 2022 | MotoGP    | Yamaha  | QAT 14  | INA Ret | ARG 20  | AME 15  | POR 11  | ESP 17  | FRA 16  | ITA 20  | CAT Ret | GER 14  | NED 16  | GBR 16  | AUT 15  | SM 12   | ARA     | JPN     | THA     | AUS     | MAL   | VAL | 21è | 15  |